# Henry Dunant
Jean Henri Dunant, più noto come Henry Dunant (Ginevra, 8 maggio 1828 – Heiden, 30 ottobre 1910), è stato un filantropo e imprenditore svizzero, Premio Nobel per la pace nel 1901 - il primo anno in cui venne assegnato tale riconoscimento - per aver fondato la Croce Rossa di cui erano già da alcuni decenni membri attivi molti paesi di tutto il mondo, tra cui anche l'Impero ottomano.
Contrariamente a quanto erroneamente supposto e divulgato, egli non assistette alla battaglia di Solferino né vide il campo di battaglia coperto di morti e di feriti: quel giorno, 24 giugno 1859, si trovava a Brescia. Il giorno successivo arrivò a Castiglione delle Stiviere dove rimase fino al 30, con una breve interruzione, dal 27 sera al 28 pomeriggio, quando si recò a Borghetto e a Cavriana al quartier generale di Napoleone III. Fu in questa occasione che egli passò anche per Solferino.  A Castiglione delle Stiviere fu sconvolto alla vista dei feriti, provenienti dal campo di battaglia, che ricevevano le prime cure dalla popolazione, e qui maturò l’idea di creare un corpo di volontari che assistesse tutti i feriti in battaglia senza distinzione di nazionalità. Così nacque la Croce Rossa.

## Biografia

### Infanzia
Dunant, discendente da una fervente famiglia calvinista con grande influenza nella società ginevrina, nacque a Ginevra l'8 maggio 1828; fu educato ai valori dell'aiuto nel sociale: il padre era attivo nell'aiuto agli orfani, mentre la madre lavorava con i malati e i poveri.
Dunant crebbe durante il periodo di risveglio religioso chiamato appunto Risveglio, movimento di ritorno alla pura dottrina della Riforma. 
La madre, come in tutte le famiglie della nuova Chiesa risvegliata, aveva una propria cerchia di famiglie in difficoltà, che visitava portando il conforto della parola e modesti contributi finanziari. Nelle sue visite, Nancy portava con sé il figlio Henry, che imparò, dalla pratica della madre, l'amore per il prossimo ed il dono di sé, valori che terrà a mente per tutta la sua vita e nelle sue innumerevoli opere umanitarie.

### Giovinezza e formazione
La sua formazione adolescenziale non fu brillante: iscritto al college a dieci anni, a dodici ripeterà la classe e più tardi non terminerà gli studi. La materia in cui si esprimeva pienamente era la religione, cui lo spingeva la sua formazione familiare e comunitaria. Il suo ulteriore bagaglio culturale si basò su letture personali da autodidatta, che gli consentirono in seguito di entrare in numerose società geografiche. Henry eccelse soprattutto nell'azione: seguendo la tradizione calvinista della sua famiglia, aderì formalmente al movimento evangelico all'età di 18 anni e si dedicò al tema dell'abolizione della schiavitù. Prima dei venti anni fu membro della Societè D'Aumònes, che gestiva opere di carità. In quegli anni faceva visita alle case di infelici caduti in miseria. La domenica pomeriggio si recava dai detenuti della prigione dell'Évêché, presentando loro, nella cappella del carcere, conversazioni scientifiche, racconti d'avventura e viaggi e soprattutto la Bibbia.
Dunant ripose grande fiducia in quei carcerati, da cui venne considerato una persona di buon cuore, distinguendosi per la sua grande capacità di coinvolgere e organizzare coloro con cui veniva a contatto. Nell'estate del 1847 fece una gita di alcuni giorni nelle Alpi in compagnia di due amici, tra escursioni e letture evangeliche; continuarono a vedersi una volta a settimana a casa dell'uno o dell'altro per leggere la Bibbia o pregare. Alla Riunione del giovedì chiamò altri invitati, troppi per riunirsi nelle case private; così nell'autunno del 1851 nacque un'organizzazione ben strutturata, chiamata Union Chrétienne de Genève, di cui Dunant divenne il segretario. In quegli anni erano nate in Inghilterra le Young Men's Christian Association, poi in Francia l'Union Chrétienne de Jeunes Gens ed infine in Italia le Associazioni Cristiane dei Giovani. La sezione svizzera fu costituita nel 1852 e Dunant ne fu il segretario sino al 1860.
Nel 1855, dopo aver raggiunto la vetta della sua impresa giovanile, la sua fede risvegliata sembrò avere una flessione. Forse i due viaggi in Algeria dirottarono i suoi interessi e Max Perrot, primo presidente dell'UCJC (Union chrétienne de jeunes gens), scrisse di lui che, sebbene fosse una gran brava persona, stava subendo una pericolosa involuzione, anche se in passato era stato un animatore instancabile.

### La rovinosa avventura in Algeria
Per la Compagnie genevoise des colonies suisses, che aveva ricevuto dal governo francese un terreno a Sétif in Algeria, Dunant compì viaggi in Algeria, Tunisia e Sicilia. Nel 1858 pubblicò il suo primo libro ispirato alle proprie esperienze di viaggio, Notice sur la Régence de Tunis; il libro gli permise l'accesso a numerose società scientifiche.
Nel 1856 fondò una società coloniale che, due anni più tardi, dopo aver ottenuto una concessione di terreno in Algeria, divenne la Société financière et industrielle des moulins de Mons-Djémila à Saint-Arnaud (l'attuale El Eulma).
In collaborazione con il suo socio Henry Nick ottenne l'autorizzazione per costruire un primo mulino. Dei dieci villaggi da costruire, ne venne realizzato solo uno ed i coloni immigrati vissero in condizioni sanitarie insostenibili, tali da esporli a epidemie di colera e di tifo.
D'altra parte si sviluppò una rete di speculazioni all'ombra dell'organizzazione ginevrina e Dunant si mostrò molto imprudente: installò il più moderno mulino alla cascata sul torrente Deheb, spese parecchio per la costruzione di una strada di accesso ed aspettò la concessione francese per risanare il suo investimento. La concessione si rivelò però di soli sette ettari, insufficiente ad ammortizzare le spese. Dunant si ritrovò così più che mai a mal partito, non solo perché non erano in vista nuove concessioni, ma anche perché le perdite erano ormai rilevanti. Tentò di costruire una società per azioni che potesse contenere l'impresa originaria assorbendone i debiti e colse nel 1858 la possibilità di cambiare cittadinanza, lasciando la svizzera per la francese;
Dunant non ebbe vantaggi immediati di questo suo cambio, ma decise di rivolgersi a Parigi direttamente a Napoleone III per sollecitare le concessioni di cui la sua società aveva bisogno per sopravvivere.

### L'esperienza di Solferino
L'imperatore, impegnato nella Seconda guerra d'indipendenza, era partito per l'Italia, dove Dunant cominciò a inseguirlo tra le battaglie che si svolgevano nella pianura padana. Giunto a Cavriana, quartier generale di Napoleone III, il 28 giugno 1859, presentò al segretario dell'imperatore, Charles Robert, il suo recente scritto, “L'empire de Charlemagne retabli, ou le Saint-Empire Romain reconstitue, par Napoleon III". La risposta che ricevette la mattina stessa fu un rifiuto garbato ma secco, perché l'imperatore non poteva accettare la dedica viste le circostanze politiche attuali, in quanto l'imperatore francese era vincitore di misura sull'Austria, ma seriamente minacciato dalla potenza prussiana.

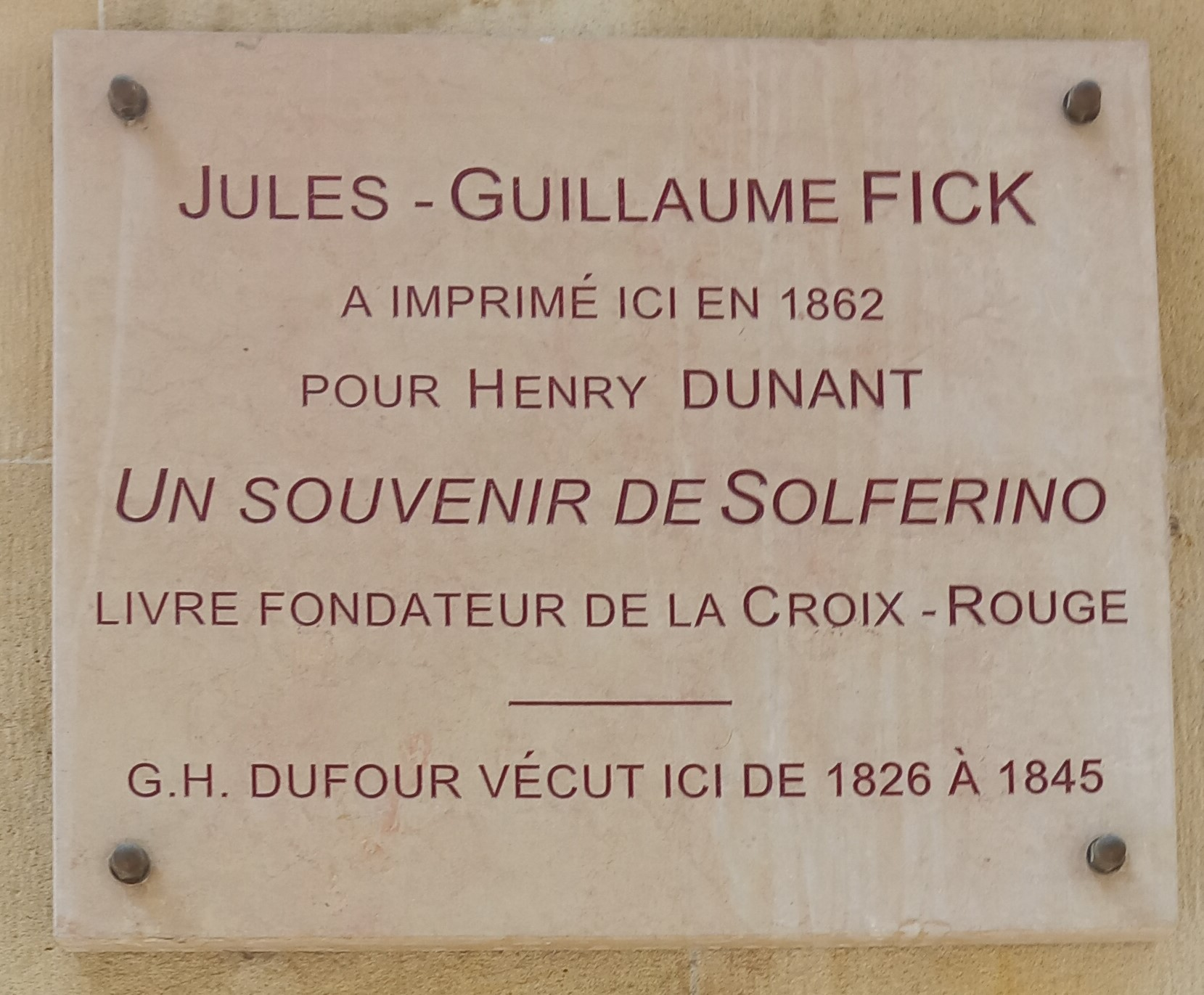
Targa commemorativa posta in rue Etienne Dumont a Ginevra

Al quartier generale di Cavriana, Dunant si presentò come un imprenditore in cerca di appoggi, ma anche come uomo che era stato sconvolto dal macello della battaglia di Solferino e San Martino e dalla totale inadeguatezza della struttura sanitaria dell'esercito: Dunant chiese al segretario che l'imperatore autorizzasse la liberazione dei medici austriaci prigionieri, affinché potessero dare il loro contributo per la cura di tutti i feriti. Questa delibera venne presa in effetti il 3 luglio, seppur non solo in seguito all'appello di Dunant.
A Parigi, nell'inverno 1859-60, riprese a fare anticamera nei salotti e nei ministeri. Il 21 febbraio 1860 Dunant ricevette la concessione per una nuova cascata sullo stesso torrente e terreni di pertinenza per un totale di 230 ettari. Tutto ciò propiziato dal generale Dufour presso il capo-gabinetto dell'imperatore, Moacquard.
Dunant era sicuramente ispirato dalla corrente di pensiero che risale a Henri de Saint-Simon, secondo cui la religione deve dirigere la società verso lo scopo di migliorare la parte più povera della classe lavoratrice, da cui la concezione della storia come movimento progressivo di emancipazione del ceto produttivo. Anche Napoleone III risentì dell'influsso di questa corrente: credeva infatti che gli europei dovessero essere di guida per gli indigeni e che questi li dovessero assecondare nella loro opera di colonizzazione. Dunant non poteva non sottoscrivere l'impostazione imperiale, essendo infatti un convinto bonapartista.

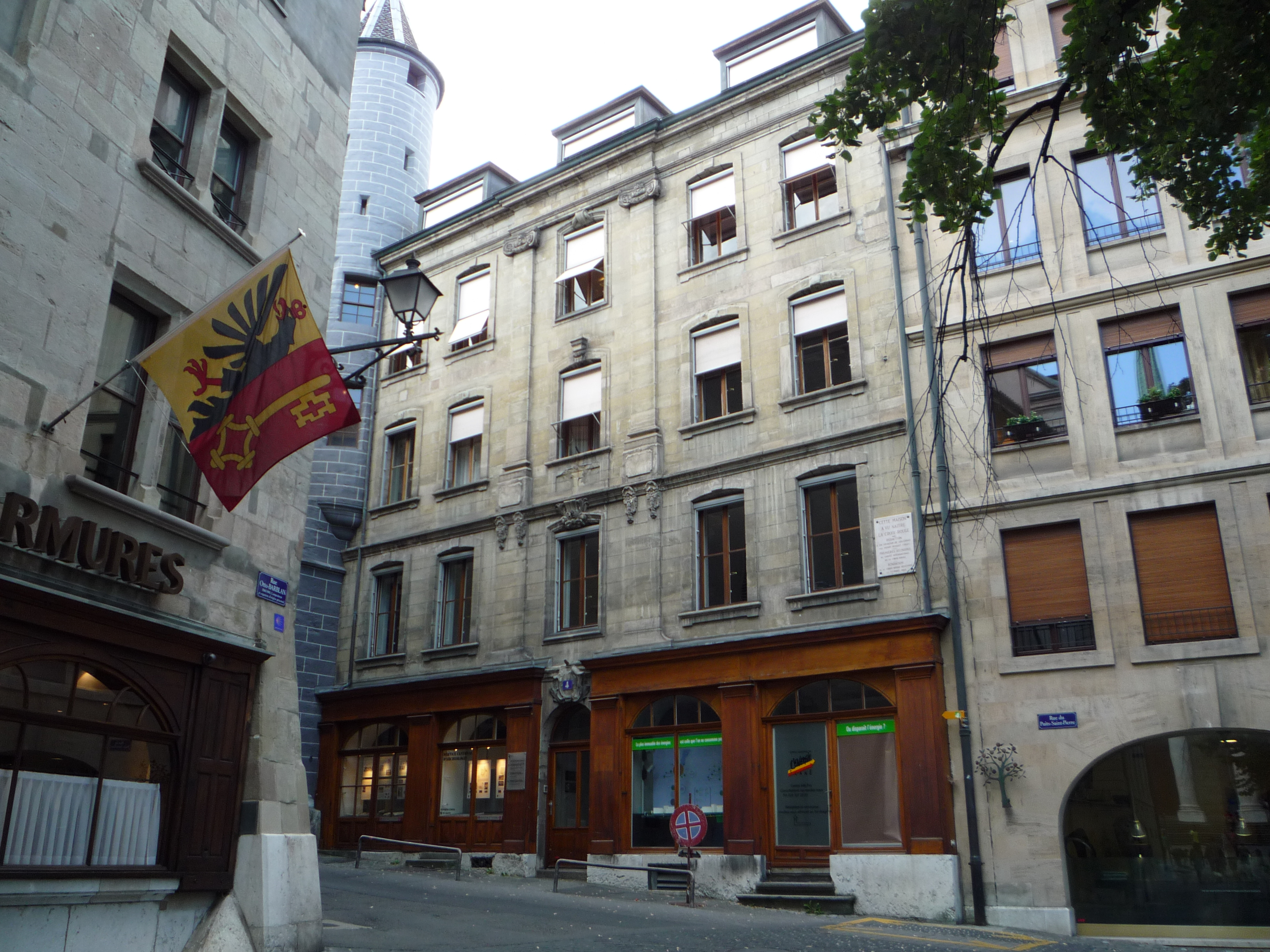
Casa dove visse a Ginevra Henri Dunant (rue du Puits-Saint-Pierre 4) durante la creazione del Comitato Internazionale della Croce Rossa e dove scrisse il suo libro "Un ricordo di Solferino"

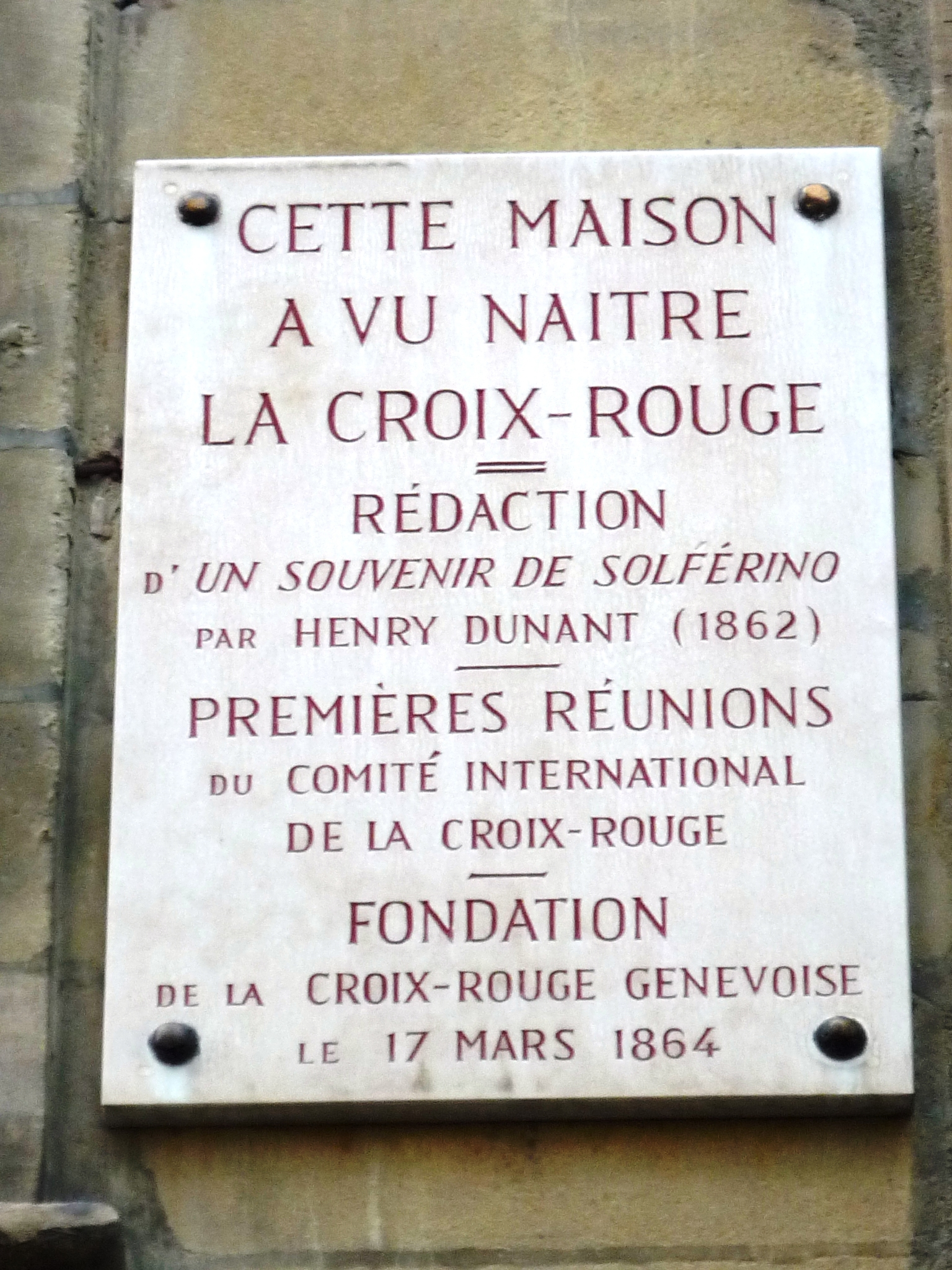
Piastra sulla casa dove visse a Ginevra Henri Dunant, rue du Puits-Saint-Pierre 4

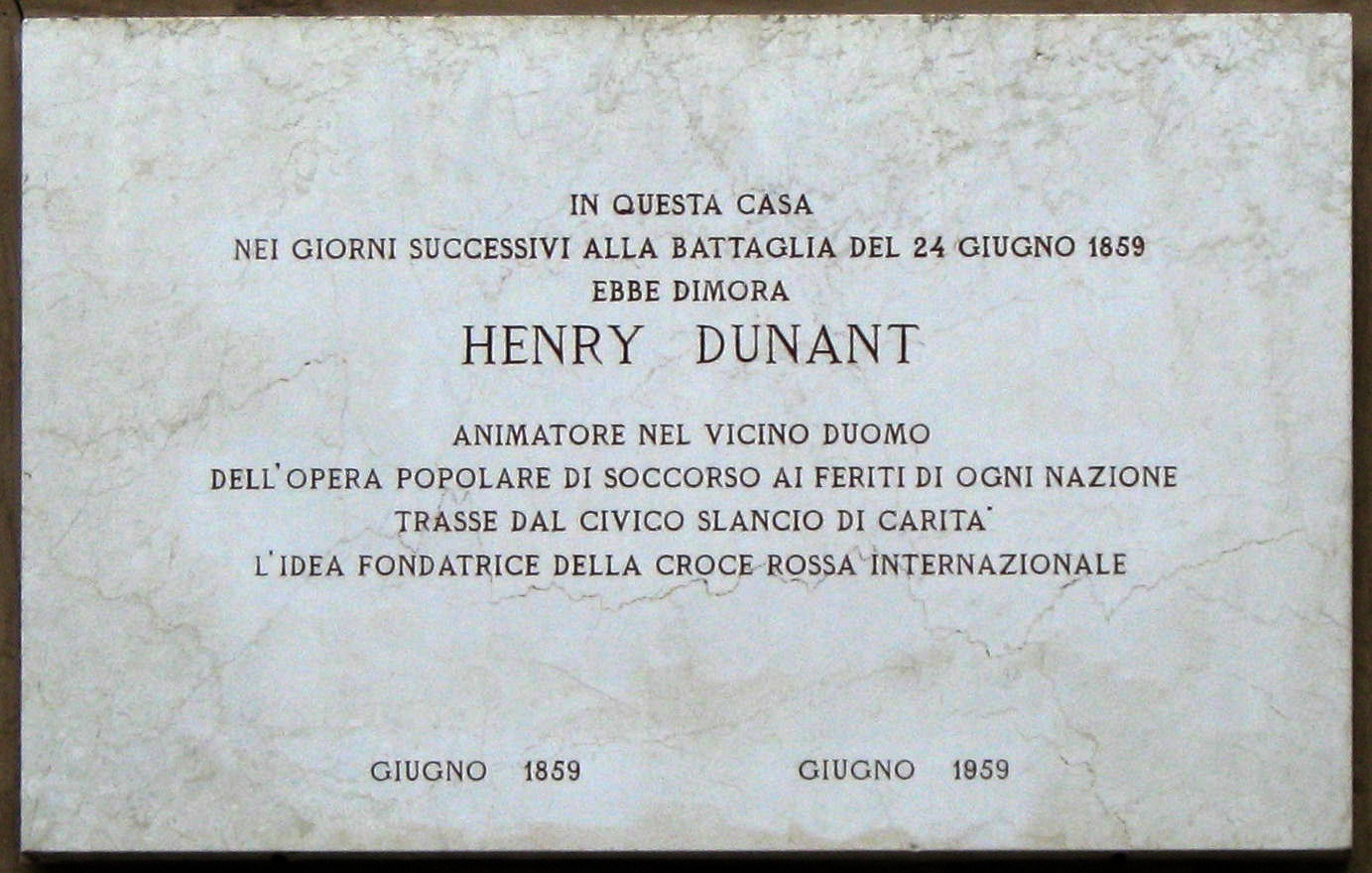
Castiglione delle Stiviere, lapide commemorativa

Henry trascorse il 1860 e il 1861 a cercare di far fronte agli impegni dei propri disordinati affari e di quelli del suo socio Nick. Tuttavia, sempre in questo periodo, si chiuse in casa per mesi per scrivere, a Ginevra, il suo capolavoro Un ricordo di Solferino. Nella sua opera mostrò le due facce della guerra, quella conosciuta che occupa la prima parte del libretto, e poi quella sconosciuta dell'incredibile abbandono dei feriti e dei morenti, con ampio riferimento ai soccorsi prestati dalle donne di Castiglione delle Stiviere ai soldati che in tale paese erano stati portati per poter essere curati, principalmente nella chiesa maggiore, vicino alla quale lo stesso Dunant pernottò all'epoca. Da quest'opera traspaiono quelle che saranno in futuro:
- la Società di soccorso ai militari feriti;
- le Convenzioni di Ginevra.

Nel novembre 1862 venne stampato Un ricordo di Solferino dal tipografo Fick, in 1600 copie, con un marchio di disinteresse dell'autore ne se vend pas ("non è in vendita"), già adottato per l'opera sulla Tunisia. L'opera scosse i filantropi di tutta l'Europa. Mille copie di una ristampa, stavolta in vendita, andarono a ruba, con ottimi commenti da parte di grandi del tempo: i fratelli Edmond e Jules de Goncourt, Victor Hugo, Ernest Renan, Charles Dickens... Non mancarono però le voci negative, come quella del maresciallo Randon, ministro della guerra, che considerò l'opera come un libro contro la Francia, Florence Nightingale, il generale Dufour.

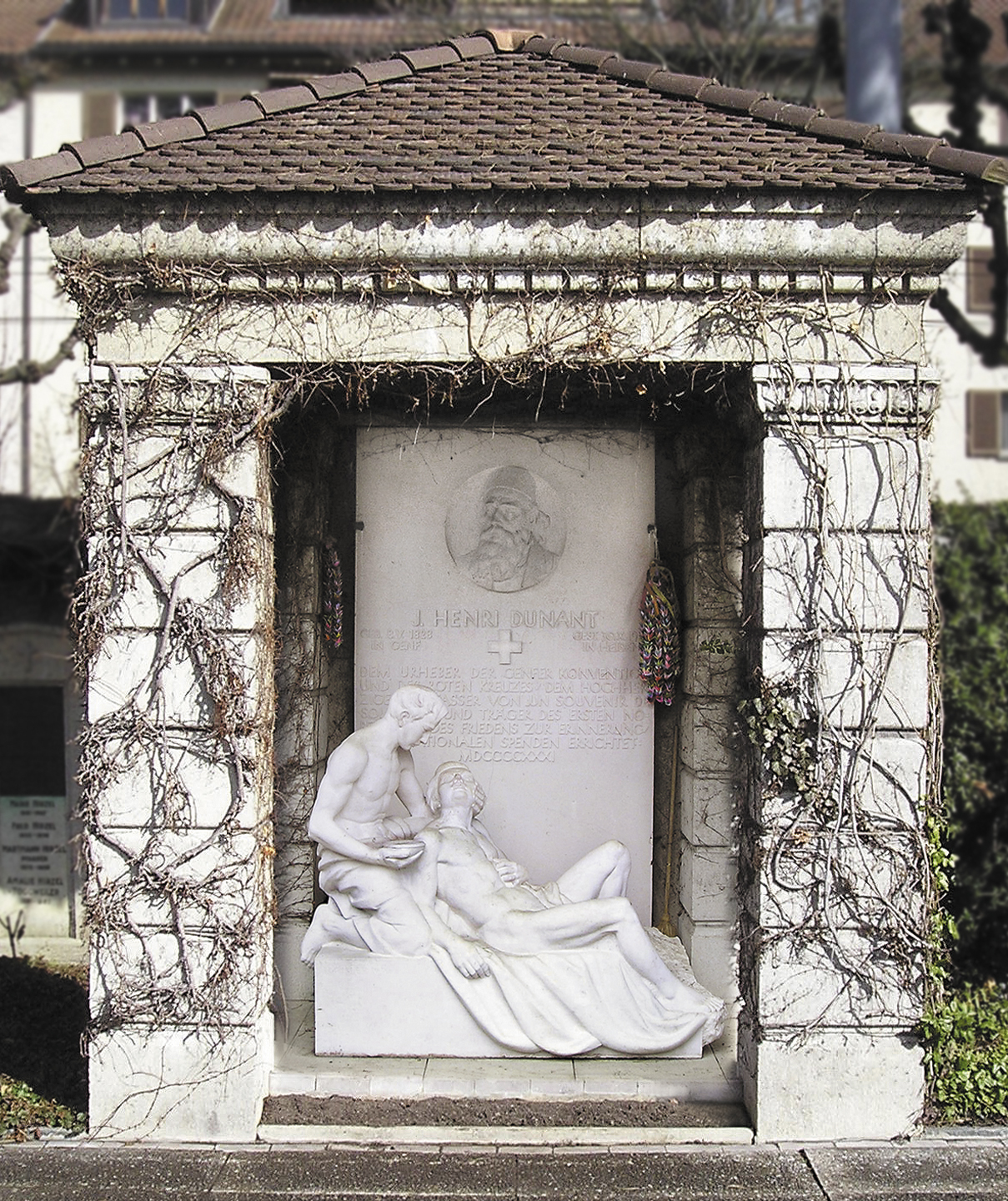
Cenotafio di Jean Henry Dunant nel cimitero di Zurigo. Il corpo fu sepolto, per volontà di Dunant, in una fossa comune nelle vicinanze

### La Conferenza Internazionale
Tra coloro che rimasero colpiti dalla lettura del Souvenir vi fu un giovane avvocato, Gustave Moynier, che pose a Dunant domande particolareggiate sui vari aspetti emergenti dal libro. Alla fine del colloquio, sposò la causa, divenendo l'artefice delle maggiori realizzazioni della futura Croce Rossa. Moynier portò l'istanza all'Assemblea della Societè d'Utilitè Publique, il 9 febbraio 1863. In questa circostanza nacque il "Comitato dei cinque", costituito da:
- Guillaume-Henri Dufour;
- Theodore Maunoir;
- Louis Appia;
- Henry Dunant;
- Gustave Moynier.

Tra febbraio ed agosto ci furono le prime tre riunioni del Comitato. Dunant fu incaricato di preparare un memorandum per un congresso di beneficenza, che venne però improvvisamente cancellato. Il Comitato decise allora di convocare una Conferenza Internazionale a Ginevra il 26 ottobre. Moynier e Dunant in 2 mesi (dal 23 agosto al 26 ottobre) rivedettero i 10 articoli che Dunant aveva elaborato insieme alla sua memoria, che ora non serviva più. Maunoir raccomandò un'opera di agitazione non solo dei potenti, ma anche dell'opinione pubblica. I giornali sollevarono l'opinione pubblica. Dunant per suo talento, si occupò dei potenti e partì così per un lungo viaggio all'estero. Il 6 settembre fu a Berlino, dove si teneva un congresso di statistica a cui partecipava un medico olandese, Johann Basting, che aveva letto il Souvenir e lo aveva sollecitato a intervenire. Basting tradusse il Souvenir in olandese e aggiunse all'idea di Dunant un complemento, che gli comunicò non appena si incontrarono a Berlino: bisogna che sia riconosciuta la neutralità dei militari feriti e di tutti coloro che si prendono cura di loro. Dunant compose un "Supplemento alla convocazione di una conferenza internazionale a Ginevra", in cui veniva proposta chiaramente la neutralità.
Dunant pubblicò il supplemento senza consultare i colleghi (dirà poi che non c'era tempo per farlo) e il 15 settembre firmò la circolare, che venne diffusa ai quattro venti. Girò per l'Europa, nelle varie capitali, fino alla vigilia della Conferenza. Rientrò a Ginevra il 20 ottobre. L'ultima riunione del "Comitato dei cinque" si svolse in un clima gelido, alla vigilia della conferenza. Moynier si mostrò contrario alle richieste della circolare di Berlino non concordata, che considerò uno sgarbo, oltre che irrealizzabile. Il punto non venne inserito nell'ordine del giorno della Conferenza. Il 26 ottobre "i Cinque" entrarono nella sala dell'Ateneo dove era stata convocata la conferenza e fu subito chiaro che sarebbe stata un successo. Vi parteciparono trentuno persone qualificate, in rappresentanza di 16 stati.
Dopo il dibattito, che vide i prussiani favorevoli alle proposte ed i francesi contrari, il lavoro produsse "10 Risoluzioni", che in gran parte ricalcavano gli articoli di Moynier-Dunant, che si rivelarono molto ben fondati, ed alcuni auspici. Tra le prime fu particolarmente importante la decisione di adottare un segno distintivo che avrebbe designato le organizzazioni volontarie di soccorso. Nacque così la proposta del medico Louis Appia: croce rossa su fondo bianco, in onore della bandiera svizzera, di cui è il rovescio, come omaggio alla città ospitante. Basting propose alla conferenza il punto della neutralizzazione. Moynier cercò di chiudere il discorso, ma Basting obiettò, dicendo che creare una qualsiasi società di soccorso e di carità era un facile obiettivo. Scopo dei rappresentanti dei 16 stati era di giungere ad accordi sulla neutralità. In conclusione, si riuscì ad aprire un dibattito sull'argomento e nessuno si oppose al tema della neutralizzazione; vennero così considerati neutrali anche gli abitanti che prestavano soccorso ai feriti. La neutralizzazione del personale sanitario divenne la pietra angolare di tutto l'edificio della Croce Rossa.
All'alba del 1864 scoppiò la guerra detta “dei Ducati” fra la Prussia, alla quale si alleò l'Austria, e la Danimarca. Dunant era a Parigi, con l'intento di far sorgere una società di soccorso francese, e propose che il comitato mandasse i suoi rappresentanti come osservatori da una parte e dall'altra del fronte. Si proposero il capitano olandese Van De Velde, già partecipante alla Conferenza, ed il dottor Appia. La Danimarca rifiutò il permesso all'ingresso agli infermieri volontari, come riferì Van De Velde. Appia invece riferì dal fronte prussiano un trattamento paritario dei feriti, propri o nemici. Il 23 giugno 1864 si costituì la società di soccorso in Francia; il congresso diplomatico si terrà a Ginevra e non a Berlino e gli inviti saranno estesi a largo raggio. Il 22 agosto 1864 si tenne la prima "Conferenza per il miglioramento della sorte dei feriti in campagna" con la partecipazione di 12 Paesi europei (Svizzera, Baden, Belgio, Danimarca, Spagna, Portogallo, Francia, Assia, Italia, Paesi Bassi, Prussia e Wurtemberg). Gli Stati Uniti ratificarono le decisioni ivi prese solo il 1º marzo 1882.

### Le dimissioni e le difficoltà
Dopo tutti questi successi inaspettati, Dunant rassegnò le proprie dimissioni, probabilmente per la sua problematica situazione economica, in una lettera a Moynier; tuttavia quest'ultimo reagì con una lettera costernata, invitando Dunant a ritirare le dimissioni e a riprendere il suo posto. Dunant si lasciò convincere e tornò a Ginevra. Moynier, mentre Dunant era a Parigi, estese l'invito per il congresso diplomatico alla Svizzera; Dunant lo estese non solo in Europa, ma anche al Messico, al Brasile e agli Stati Uniti d'America. Al Congresso venne approvato tutto ciò che era stato discusso alla conferenza di Ginevra. Solo la Francia non approvò la neutralità degli infermieri volontari della sanità militare. Vent'anni dopo, nel 1886, i paesi aderenti saranno 170.
Nel 1866 vi fu una breve e sanguinosa guerra tra Austria e Prussia dal 15 giugno al 3 luglio, con la vittoria prussiana a Sadowa. L'Italia dichiarò guerra, insieme alla Prussia, all'Austria. Sadowa non fu molto diversa da Solferino, coinvolgendo 40.000 uomini tra morti e feriti. La Prussia, che aveva preso sul serio le risoluzioni di Ginevra del 1863 ed aveva già nel 1864 costituito un Comitato di Berlino, si distinse in prima linea per la raccolta dei feriti, l'impianto dei lazzaretti sul campo, i trasporti e le cure. In Austria la carità privata era attiva da molti anni ed aveva raccolto considerevoli quantità di materiale. Tuttavia non si era organizzata in tempo di pace con precise iniziative di pianificazione e formazione e dovette quindi improvvisare, senza coordinamento, con lentezza quasi catastrofica e inadeguata rispetto alle necessità. Il comitato di Milano si mosse prima dell'inizio della guerra ("terza guerra di indipendenza italiana"). Sul fronte italiano si attivarono le società di soccorso di paesi neutrali e il CICR fu incaricato dello scambio di comunicazioni tra i comitati delle diverse nazioni.
Il CICR entrò in crisi: come si fa a chiedere aiuti per una guerra che, anche se prevedibile, ancora non c'è? Alla imbarazzata risposta interlocutoria risponderanno solo le Società di Soccorso francese e svizzera. La guerra aveva messo in evidenza il divario esistente tra l'accettazione e il rifiuto della Convenzione di Ginevra del 1864, ma anche le risoluzioni del 1863. Il numero di nazioni che avevano ratificato la Convenzione era adesso di 14, ma ci si chiese fino a che punto le ratifiche andassero al di là di un'adesione formale. Il CICR auspicò che i simboli della neutralità facessero parte dell'uniforme del personale sanitario. A Ginevra Moynier e Dufour nel loro progetto avevano previsto un 11º articolo che proponeva stipulazioni per le guerre marittime, ma vi fu opposto un rifiuto, in quanto non vi erano esempi recenti di battaglie navali. La guerra del 1866 aveva dunque mostrato carenze, ritardi, omissioni, asimmetrie, ma anche che dalla Convenzione di Ginevra non si poteva più prescindere. Entro il 1867 tutta l'Europa si troverà unita nell'accettazione del Principio della neutralità del sistema sanitario di guerra. Dopo la fine della guerra, Dunant fu ospite d'onore ai festeggiamenti di Berlino. Persino la regina Augusta lo ricevette con il bracciale della Croce Rossa e si congratulò con lui per la meravigliosa opera. Saranno per lui gli ultimi giorni della gloria prima del disonore. A Parigi, nel 1867, si svolse la prima Conferenza Internazionale delle Società di Soccorso ai feriti in guerra nella cornice splendente dell'Exposition Universelle. Una commissione con a capo Moynier aveva preparato i temi attuali e di interesse comune all'ordine del giorno della conferenza:
- Estensione della conferenza di Ginevra alle guerre per mare.
- Contrasto allo sciacallaggio post-battaglia dei campi.
- Identificazione dei morti, dei feriti e dei prigionieri e trasmissione delle notizie alle famiglie.
- Ruolo del Comitato Internazionale.

### Povertà e oblio
Alla prima seguirà una seconda Conferenza a Berlino nel 1869 e le Conferenze Internazionali diverranno poi le tappe del lungo cammino della Croce Rossa. Dunant durante la conferenza fu omaggiato e riverito e fu l'unico individuo non delegato da alcuna società di soccorso ad avere diritto di voto nella conferenza. Dunant non era più il segretario del Comitato internazionale e non ne era più nemmeno membro. Il giorno prima dell'apertura della conferenza aveva dovuto presentare le sue dimissioni, dietro richiesta perentoria di Moynier. A Ginevra cominciò il disonore. Corse notizia che l'istituto di credito bancario “Crédit Genevois” aveva fatto fallimento e i suoi amministratori erano stati denunciati davanti al tribunale del commercio da un gruppo di azionisti. Tra questi c'era Henry Dunant. Per la società ginevrina, dal pudore tutto finanziario, questa fu una vergogna imperdonabile. Dunant cercò di costruire nuovamente delle "società matrioska" in grado di inglobare i debiti delle società preesistenti, ma il tutto si risolse in una terribile bancarotta. Il 21 febbraio 1867 si ebbe l'ultimo segno della presenza di Dunant a Ginevra. Non tornerà mai più nella sua città natale. Il 17 aprile 1867 lo scandalo venne pubblicato sulla prima pagina del “Journal de Genève”.
Riscattato dai debiti dalla famiglia, che non voleva che Henry fosse tormentato né perseguito per gli errori di gestione che poteva aver commesso come amministratore, direttore o titolare della società, Dunant vendette tutto ciò che aveva per liberarsi da tutti i debiti. Non gli rimase niente e durante la "I Conferenza Internazionale delle Società di Soccorso ai feriti in guerra" visse per tre mesi in una soffitta a Parigi, fra la fame e la completa miseria. Gli altri che lo ammiravano e lo riverivano non ne erano a conoscenza.
Da allora in poi visse oppresso dalle ristrettezze e dalla convinzione che i suoi creditori gli stessero sempre alle costole. Gli anni che vanno dal 1867 al 1875 furono per Dunant di sofferenza. Lo storico Alexis Francois lo definì il “filantropo famelico”, rifugiatosi a Parigi per cercare qualche mezzo di sostentamento. Solo nel 1872 si alleviò la sua miseria, poiché disporrà di un lascito dello zio David di 100 franchi al mese, come rendita vitalizia.
Le pagine delle sue Memoires sono intrise di sofferenza, fisica e morale. Pur nella miseria, scrivendo alla sorella Marie, diceva di essere l'Henry di sempre e di volersi riscattare dalla sua misera posizione per poter riprendere il suo ruolo di filantropo. Durante i primi mesi in Francia lo tirarono fuori dallo sconforto tre amici:
- Jean Jaques Boucart, il quale, insieme all'amico Michel Chevalier, chiese a Napoleone III di pagare metà dei debiti di Dunant, poiché all'altra metà avrebbero provveduto loro. Ma alle lettere inviate a Dunant, di cui nessuna pervenuta al vero destinatario, era stato risposto che la famiglia era benestante ed avrebbe dovuto provvedere da sola a sanare i debiti. A rispondere era stato Moynier. Dunant svilupperà in seguito delle manie di persecuzione dai suoi nemici, anche se non si può dire che la sua convinzione non fosse in buona parte fondata;
- Charles Bowles, banchiere americano, rappresentante della Commissione Sanitaria Americana (l'ente che ha preceduto la CRI) durante la Guerra di secessione americana. Egli si offrì di aiutarlo, mettendogli a disposizione dei locali in Rue de la Paix.
- Max Grazia, italiano originario di Rimini, che, nel 1866, portò a Parigi un progetto grandioso quale quello della “Bibliothèque Internationale Universelle”, una sorta di grande enciclopedia destinata ad ampliare ed elevare la cultura dei francesi. Dunant si gettò nel progetto, costituendo, con le sue conoscenze, un comitato scientifico per selezionare opere da pubblicare da tutto il mondo. Calcolò che il progetto sarebbe stato ultimato in 8 anni e anche il fratello Daniel partecipò all'iniziativa. La guerra franco-prussiana nel 1870 troncò questo progetto.

Intanto Dunant conobbe un ingegnere, Conrandy, che aveva elaborato il progetto per la riparazione e il riutilizzo dell'antico acquedotto di Gerusalemme. Dunant venne coinvolto come mediatore presso il sultano per ottenere un “firman”, ossia un ordine come autorizzazione, a cui il sultano era molto restio. L'affare non andò a compimento, ma Dunant ebbe l'opportunità di raccogliere materiale per il futuro progetto della Bibliotheque Internationale Universelle.

### Azioni in favore dei prigionieri di guerra
Allo scoppio della guerra franco-prussiana (15 luglio 1870), la Prussia seguiva la Convenzione di Ginevra ed era organizzata, modello di ordine e di efficienza; la Francia invece era al livello di Solferino, poiché la Convenzione di Ginevra era sconosciuta al pubblico e all'esercito. Dunant, malato, indigente e disoccupato, si consacrò di nuovo alla causa dei feriti, spendendosi in una serie di tentativi infruttuosi finché l'impero cadde a Sedan il 1º settembre 1870 e venne proclamata la Terza Repubblica. Dunant tornò alla carica con il nuovo governo ed ottenne che la Convenzione di Ginevra venisse pubblicizzata. Una parte della Convenzione venne pubblicata sulla Gazzetta Ufficiale. I francesi scoprirono la CRI e ne inalberarono l'insegna ovunque, facendone un uso improprio, anche per coprire azioni criminose.
Dunant, durante l'assedio della Comune di Parigi, si dedicò a qualche improbabile affare. Il 21 settembre fondò l'"Association de Prèvoyance”, che si proponeva come ausiliaria della Società Internazionale di Soccorso ai feriti. Dopo l'armistizio fra Francia e Prussia l'attività non fu meno intensa. Le pagine delle sue Memoires ricordano con freddo distacco la "settimana infernale" fra il 21 ed il 28 maggio. A Parigi, sfiancata dal massacro della Comune, in una Francia sfinita dalla guerra con la Prussia, la Sociètè de Prèvoyance di Dunant non si esaurì, ma si trasformò nell'"Alliance Universelle de l'Ordre et de la Civilisation". Il programma consisteva in un vasto impegno morale e umanitario, ma in particolare nella difesa dallo sfruttamento padronale e politico degli operai e dei lavoratori. L'Alliance sviluppò due linee di azione di grande importanza: l'una a favore dei prigionieri di guerra, l'altra per l'arbitrato internazionale come prevenzione della guerra.
Dunant divenne segretario corrispondente dell'Alliance. Il primo congresso dell'Alliance ebbe luogo a Parigi dal 3 all'8 giugno 1872. Fu creato un comitato permanente internazionale, di cui Dunant assunse la presidenza, il cui centro di interesse e impegno immediato era focalizzato sul tema dei prigionieri di guerra. La domanda di includere l'argomento nel programma della conferenza non era stata accettata per l'esigenza di concentrare lo sforzo solo sul soccorso dei feriti e dei malati. Alla I Conferenza Internazionale delle Società di Soccorso (Parigi 1867), pur non parlando più a nome del CICR, di cui non faceva più parte, trovò il modo di presentare un rapporto sui prigionieri di guerra, nel quale in descriveva le loro sofferenze e proponeva che si creassero dei comitati nazionali con il compito di tutela dei prigionieri.
La Seconda Conferenza Internazionale delle Società di Soccorso (Berlino 1869) riprese il tema, auspicando che in caso di guerra si istituisse un ufficio di corrispondenza e informazione che facilitasse lo scambio di corrispondenza e la trasmissione di soccorsi. Durante la guerra franco-prussiana l'auspicio di Berlino venne presto realizzato dal CICR, che lo istituì a Basilea. Dunant si recò in Inghilterra a continuare la sua opera, dove conobbe un rinnovato successo per la conferenza che si tenne in agosto a Londra sulla sua proposta di tutela dei prigionieri di guerra, con forte eco sulla stampa. Ricevette una lettera di congratulazioni anche da Florence Nightingale. Allo stremo delle forze, proseguì il progetto di replicare per i prigionieri di guerra la formula che aveva prodotto la convenzione di Ginevra per i feriti e i malati di guerra.
La sede della conferenza diplomatica che si doveva tenere sull'argomento del soccorso ai prigionieri di guerra vagò da Bruxelles, a Parigi, a Londra, per poi tornare a Parigi, fissata per il 4 maggio 1874. Dieci giorni prima dell'apertura della conferenza, il 25 aprile, il comitato esecutivo fu folgorato da un'improvvisa notizia: lo zar Alessandro II di Russia aveva fatto esprimere il suo interesse per la questione dei prigionieri di guerra: la Russia intendeva integrarsi in una convenzione internazionale che elaborasse una regolamentazione globale degli usi e costumi della guerra. La Prussia preparò un “progetto russo” e indisse una conferenza diplomatica dal 27 luglio al 27 agosto 1874 a Bruxelles. La Conferenza di Parigi, spostata al 18 maggio, sarebbe quindi considerata preparatoria e i progetti dell'Alliance e della Russia fusi in un unico progetto; l'Alliance avrebbe avuto il suo posto a Bruxelles e avrebbe potuto invitare i governi che non erano stati raggiunti dall'azione diplomatica russa.
Ma il progetto russo non arrivò mai a conoscenza del comitato esecutivo, che si sciolse e le società nazionali di soccorso ai prigionieri di guerra morirono sul nascere. Il tema dei prigionieri di guerra dovette aspettare mezzo secolo prima di essere regolato, nel 1929, come integrazione dei compiti affidati al Comitato Internazionale della Croce Rossa. Ancora una volta un pesante insuccesso gravò su di un uomo che stava esaurendo le sue forze e risorse fisiche, le sue capacità progettuali e le sue riserve di energia propulsiva.
Anche il progetto dell'arbitraggio tra le nazioni in guerra andò male. Dunant si occupò del problema della tratta degli schiavi, con la "Anti-Slavery Society". L'Inghilterra aveva abolito la schiavitù nel 1808, ma essa era ancora presente in altre parti del mondo. Ma il progetto della delegazione della Society con l'Alliance non andò a buon fine. Evidentemente non c'era interesse per questo argomento, oltretutto in un periodo di instabilità in Europa e senza lo smalto di una volta. Dunant, stanco, deluso, malato, stava sprofondando nella depressione. Arrivò così, alla fine dei molti tentativi, tutti andati a vuoto, di guadagnare la posizione di campione umanitario sulla scena europea, il momento del ripiegamento di Henry Dunant su se stesso.

### Gli ultimi anni ad Heiden
Dunant trovò il fortunato appoggio di una donna benestante, vedova di un musicista, Léonie Kastner, la quale venne invitata da Napoleone III, che tanto aveva a cuore Dunant, a dare una mano al povero filantropo. Madame Kastner non solo fornì la sede all'Alliance ma diede anche vitto e alloggio a Dunant e gli affidò, nel 1872, la promozione del pirofono, uno strumento musicale inventato dal suo secondogenito Frédéric. Dunant lo pubblicizzò con convinto impegno, soprattutto nei suoi soggiorni in Inghilterra, ma senza successo. Con la fine dell'Alliance e delle altre iniziative cominciò un periodo oscuro per Dunant, in cui si fece insidioso il tarlo della persecuzione, reale o immaginaria, che lo tormentava.
Probabilmente furono le calunnie, che riguardavano il rapporto di un vagabondo squattrinato con una ricca vedova di otto anni maggiore di lui, a ricadere su Dunant. I danni e le ostilità messe in opera dai nemici incisero profondamente nella mente di un uomo che aveva perso il pieno equilibrio psichico. A Lugano nel 1877 pubblicò un pamphlet violentemente anti-cattolico e pieno di risentimento anche nei confronti dei francesi, dai quali avrebbe subito un continuo e assillante controllo. In quel periodo cominciò ad errare per l'Europa senza trovare un luogo sicuro. Nel 1877-78 fu accompagnato da Madame Kastner, ma dopo il 1880, pur continuando la loro corrispondenza ed i finanziamenti annuali con cui lei pagava i soggiorni termali che Dunant compiva per curarsi, decisero di non vedersi più per rompere la catena delle maldicenze.
Non si incontreranno più fino alla morte di Léonie Kastner nel 1889. Non è escluso che Dunant provasse trasporto sentimentale nei confronti della sua benefattrice, ma l'umiliante differenza di stato impediva al suo senso dell'onore un rapporto che non fosse di amicizia o di riconoscenza. Nel 1877 Dunant soggiornò per un certo tempo a Stoccarda a casa del pastore Wagner, un vecchio amico dell'epoca della creazione dell'Alleanza Universale delle Unioni Cristiane dei Giovani. A Stoccarda conobbe Rudolph Muller, professore di filologia, al quale si legò con una profonda amicizia, ricambiata da una vera e propria devozione. Nel 1887 si stabilì a Heiden, in Svizzera, vicino al lago di Costanza.
Dunant soffriva di un eczema alla mano, che a volte gli impediva per giorni di scrivere, e aveva lo stomaco rovinato dalla scarsa e malsana alimentazione. Ma soprattutto, con gli anni, a causa delle delusioni e delle traversie, aveva sviluppato manie di persecuzione. Dunant si manteneva con la sola rendita dello zio David, ricevuta dal 1872. Più tardi a Heiden riceverà sussidi dalla Croce Rossa Svizzera, versandoli nella cassa di risparmio di Heiden, con l'idea di utilizzarli più tardi. Dal 1897 ricevette una rendita annuale disposta dall'imperatrice madre Marija Fëdorovna di Russia, che lo trarrà dallo stato di permanente ristrettezza in cui si era rinchiuso. Alla consegna del Premio Nobel per la pace nel 1901, diede in beneficenza quasi l'intero premio. Morì povero in una stanza d'albergo nel 1910 e venne sepolto nel cimitero di Sihlfeld a Zurigo.

### Medaglia Henry Dunant

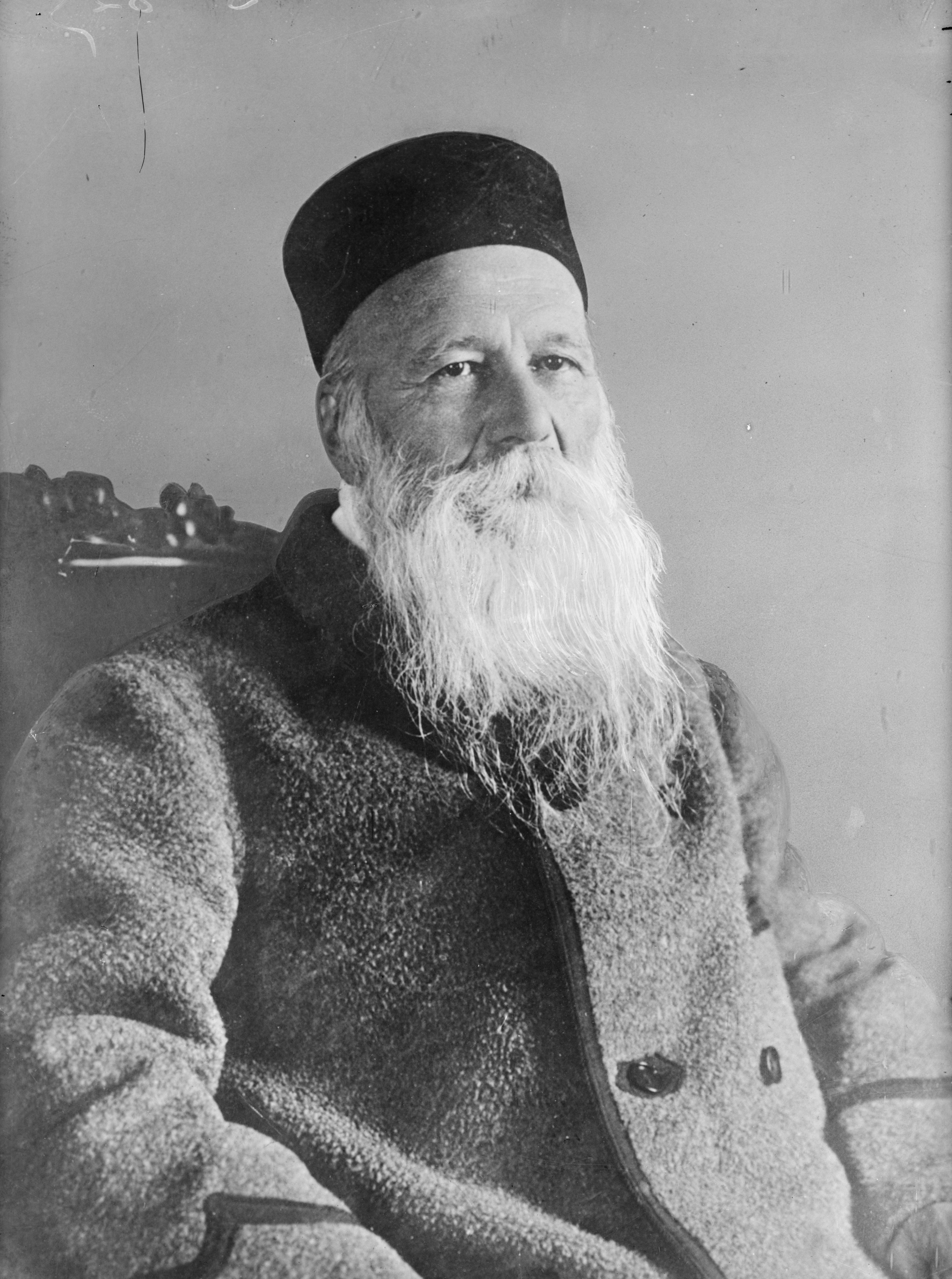
Henry Dunant

Il nome di Henry Dunant è stato in seguito associato anche alla medaglia che viene conferita ai membri della Federazione Svizzera dei Samaritani attivi da più anni e che rispondono a questi criteri:
- Attività di almeno 15 anni in funzione di medico di sezione o dell'associazione, membro di comitato di una sezione samaritani o di un'associazione samaritana, gerente di un posto samaritano permanente o d'un deposito di oggetti sanitari, monitore samaritano.
- Lavoro attivo ed efficace per almeno 25 anni in una o più sezioni samaritani con regolare frequenza alle esercitazioni, partecipazione a delle azioni di pronto soccorso in caso d'incidente, servizio presso i posti samaritani, ecc.

## Museo
Nella sede dell'ex ospedale di Heiden dove Henry Dunant trascorse i suoi ultimi anni sorge ora un museo (Museo Henry Dunant) dedicato alla sua vita e alla sua attività.